# Margarita Vásquez
Margarita Vásquez Quirós de Pérez (Panamá, 1936), más conocida como Margarita Vásquez, es una escritora panameña, profesora de gramática en el Departamento de Español de la Universidad de Panamá. Con más de 60 años de experiencia dedicados a enseñanza del español y la literatura, fue directora de la Academia Panameña de la Lengua entre 2015 y 2018. En 2001 ganó el Premio Rodrigo Miró Grimaldo en su segunda versión con su ensayo "Acechanzas a la literartura panameña".

## Obras
- Inventario crítico (Universidad Tecnológica de Panamá, Panamá, 1998).[2]
- Acechanzas a la literatura panameña (Editorial Universitaria Carlos Manuel Gasteazoro, Panamá, 2007).
- Contrapunto. Doce ensayos sobre la literatura en Panamá «junto con Rogelio Rodríguez Coronel» (Editorial Universitaria, Universidad de Panamá, 2008).
- Diccionario del Español en Panamá (Panamá, 2011).

## Otras obras
- El Canal en la novela panameña. (Discurso). (Panamá, 2006).[3]

- Ha publicado ensayos en las revistas La Antigua, Lotería y Maga. (Ensayos)
- Junto con Carmen Sanguineti de Perigault, es coautora de los libros: Introducción a la lectura de textos expositivos (1991) y Lectura y composición de textos expositivos (1991).